# Hopman Cup 2004
Der Hopman Cup 2004 war die 16. Ausgabe des Tennisturniers im australischen Perth. Er wurde vom 3. Januar bis zum 10. Januar 2004 ausgetragen.
Der letzte Teilnehmer wurde zwischen Ungarn und Kanada ausgespielt. In diesem Play-off setzte sich Ungarn mit 2:1 durch. Kanada kam dennoch zu einem Einsatz in der Vorrunde da das belgische Team durch eine Verletzung von Kim Clijsters nicht zu ihrem letzten Vorrundenspiel gegen Ungarn antreten konnte. Das eigentlich im Finale stehende Team aus Australien konnte wegen einer Verletzung von Alicia Molik nicht teilnehmen und wurde durch den Zweitplatzierten der Gruppe Slowakei ersetzt.
Im Finale gewann das Team in Person von Lindsay Davenport und James Blake aus den Vereinigten Staaten mit 2:1 gegen das Team Daniela Hantuchová und Karol Kučera aus der Slowakei.

## Teilnehmer und Gruppeneinteilung
| Nation             | Teilnehmer                          |
| ------------------ | ----------------------------------- |
| Vereinigte Staaten | Lindsay Davenport und James Blake   |
| Frankreich         | Amélie Mauresmo und Fabrice Santoro |
| Russland           | Anastassija Myskina und Marat Safin |
| Tschechien         | Barbora Strýcová und Jiří Novák     |

| Nation     | Teilnehmer                          |
| ---------- | ----------------------------------- |
| Australien | Alicia Molik und Lleyton Hewitt     |
| Slowakei   | Daniela Hantuchová und Karol Kučera |
| Ungarn     | Petra Mandula und Attila Sávolt     |
| Belgien    | Kim Clijsters und Xavier Malisse    |

## Spielplan

### Tabelle
| Pos. | Land               | Gewonnen | Verloren | Spiele | Sätze |
| ---- | ------------------ | -------- | -------- | ------ | ----- |
| 1    | Vereinigte Staaten | 3        | 0        | 9:0    | 18:2  |
| 2    | Frankreich         | 2        | 1        | 4:5    | 9:10  |
| 3    | Russland           | 1        | 2        | 3:6    | 8:13  |
| 4    | Tschechien         | 0        | 3        | 2:7    | 6:16  |

| Pos. | Land       | Gewonnen | Verloren | Spiele | Sätze |
| ---- | ---------- | -------- | -------- | ------ | ----- |
| 1    | Australien | 2        | 1        | 7:2    | 14:7  |
| 2    | Slowakei   | 2        | 1        | 4:5    | 11:10 |
| 3    | Ungarn     | 1        | 2        | 4:5    | 9:13  |
| 4    | Belgien    | 1        | 1        | 3:3    | 8:7   |
| 5    | Kanada     | 0        | 1        | 0:3    | 2:6   |

| Abschnitt | Datum           | Team 1             | Team 2     | Ergebnis |
| --------- | --------------- | ------------------ | ---------- | -------- |
| Play-off  |                 | Ungarn             | Kanada     | 2:1      |
| Vorrunde  |                 | Australien         | Ungarn     | 3:0      |
| Vorrunde  |                 | Belgien            | Slowakei   | 3:0      |
| Vorrunde  |                 | Frankreich         | Russland   | 2:1      |
| Vorrunde  |                 | Vereinigte Staaten | Tschechien | 3:0      |
| Vorrunde  |                 | Slowakei           | Ungarn     | 2:       |
| Vorrunde  |                 | Australien         | Belgien    | 3:0      |
| Vorrunde  |                 | Vereinigte Staaten | Frankreich | 3:0      |
| Vorrunde  |                 | Russland           | Tschechien | 2:1      |
| Vorrunde  |                 | Ungarn             | Kanada     | 3:0      |
| Vorrunde  |                 | Slowakei           | Australien | 2:1      |
| Vorrunde  |                 | Frankreich         | Tschechien | 2:1      |
| Vorrunde  |                 | Vereinigte Staaten | Russland   | 3:0      |
| Finale    | 10. Januar 2004 | Vereinigte Staaten | Slowakei   | 2:1      |

## Ergebnisse
| Datum           | Team 1             | Team 2     | Ergebnis | Spiel              | Spieler 1               | Spieler 2           | Resultat               |
| --------------- | ------------------ | ---------- | -------- | ------------------ | ----------------------- | ------------------- | ---------------------- |
|                 | Ungarn             | Kanada     | 2:1      | Dameneinzel        | Petra Mandula           | Maureen Drake       | 6:3, 6:2               |
| Herreneinzel    | Ungarn             | Kanada     | 2:1      | Attila Sávolt      | Frank Dancevic          | 4:6, 3:6            |                        |
| Mixed           | Ungarn             | Kanada     | 2:1      | Mandula, Sávolt    | Drake, Dancevic         | 3:6, 6:1, 7:63      |                        |
|                 | Australien         | Ungarn     | 3:0      | Dameneinzel        | Alicia Molik            | Petra Mandula       | 4:6, 7:65, 6:2         |
| Herreneinzel    | Australien         | Ungarn     | 3:0      | Lleyton Hewitt     | Attila Sávolt           | 6:2, 6:2            |                        |
| Mixed           | Australien         | Ungarn     | 3:0      | Molik, Hewitt      | Mandula, Sávolt         | 7:65, 6:1           |                        |
|                 | Belgien            | Slowakei   | 3:0      | Dameneinzel        | Kim Clijsters           | Daniela Hantuchová  | 6:1, 6:2               |
| Herreneinzel    | Belgien            | Slowakei   | 3:0      | Xavier Malisse     | Karol Kučera            | 6:2, 1:6, 6:1       |                        |
| Mixed           | Belgien            | Slowakei   | 3:0      | Clijsters, Malisse | Hantuchová, Kučera      | 6:2, 6:4            |                        |
|                 | Frankreich         | Russland   | 2:1      | Dameneinzel        | Amélie Mauresmo         | Anastassija Myskina | 6:2, 7:62              |
| Herreneinzel    | Frankreich         | Russland   | 2:1      | Fabrice Santoro    | Marat Safin             | 3:6, 3:6            |                        |
| Mixed           | Frankreich         | Russland   | 2:1      | Mauresmo, Santoro  | Myskina, Safin          | 6:3, 6:4            |                        |
|                 | Vereinigte Staaten | Tschechien | 3:0      | Dameneinzel        | Lindsay Davenport       | Barbora Strýcová    | 6:4, 6:3               |
| Herreneinzel    | Vereinigte Staaten | Tschechien | 3:0      | James Blake        | Jiří Novák              | 4:6, 6:1, 7:5       |                        |
| Mixed           | Vereinigte Staaten | Tschechien | 3:0      | Davenport, Blake   | Barbora Strýcová, Novák | 6:3, 6:2            |                        |
|                 | Slowakei           | Ungarn     | 2:1      | Dameneinzel        | Daniela Hantuchová      | Petra Mandula       | 0:6, 6:7, 5:7          |
| Herreneinzel    | Slowakei           | Ungarn     | 2:1      | Karol Kučera       | Attila Sávolt           | 6:3, 7:5            |                        |
| Mixed           | Slowakei           | Ungarn     | 2:1      | Hantuchová, Kučera | Mandula, Sávolt         | 6:3, 6:1            |                        |
|                 | Australien         | Belgien    | 3:0      | Dameneinzel        | Alicia Molik            | Kim Clijsters       | 3:6, 7:66, 2:3 Aufgabe |
| Herreneinzel    | Australien         | Belgien    | 3:0      | Lleyton Hewitt     | Xavier Malisse          | 3:6, 6:1, 6:2       |                        |
| Mixed           | Australien         | Belgien    | 3:0      | Molik, Hewitt      | Clijsters, Malisse      | 6:0, 6:0 walkover   |                        |
|                 | Vereinigte Staaten | Frankreich | 3:0      | Dameneinzel        | Lindsay Davenport       | Amélie Mauresmo     | 6:4, 6:4               |
| Herreneinzel    | Vereinigte Staaten | Frankreich | 3:0      | James Blake        | Fabrice Santoro         | 6:3, 6:4            |                        |
| Mixed           | Vereinigte Staaten | Frankreich | 3:0      | Davenport, Blake   | Mauresmo, Santoro       | 7:5, 6:1            |                        |
|                 | Russland           | Tschechien | 2:1      | Dameneinzel        | Anastassija Myskina     | Barbora Strýcová    | 6:3, 7:60              |
| Herreneinzel    | Russland           | Tschechien | 2:1      | Marat Safin        | Jiří Novák              | 64:7, 7:66, 6:3     |                        |
| Mixed           | Russland           | Tschechien | 2:1      | Myskina, Safin     | Strýcová, Novák         | 6:3, 61:7, 69:7     |                        |
|                 | Ungarn             | Kanada     | 3:0      | Dameneinzel        | Petra Mandula           | Maureen Drake       | 62:7, 6:4, 6:3         |
| Herreneinzel    | Ungarn             | Kanada     | 3:0      | Attila Sávolt      | Frank Dancevic          | 4:6, 7:5, 7:68      |                        |
| Mixed           | Ungarn             | Kanada     | 3:0      | Mandula, Sávolt    | Drake, Dancevic         | 6:0, 6:0 walkover   |                        |
|                 | Slowakei           | Australien | 2:1      | Dameneinzel        | Daniela Hantuchová      | Alicia Molik        | 3:6, 0:3 Aufgabe       |
| Herreneinzel    | Slowakei           | Australien | 2:1      | Karol Kučera       | Lleyton Hewitt          | 2:6, 7:68, 3:6      |                        |
| Mixed           | Slowakei           | Australien | 2:1      | Hantuchová, Kučera | Molik, Hewitt           | 6:0, 6:0 walkover   |                        |
|                 | Frankreich         | Tschechien | 2:1      | Dameneinzel        | Amélie Mauresmo         | Barbora Strýcová    | 6:3, 6:4               |
| Herreneinzel    | Frankreich         | Tschechien | 2:1      | Fabrice Santoro    | Jiří Novák              | 1:6, 6:4, 2:6       |                        |
| Mixed           | Frankreich         | Tschechien | 2:1      | Mauresmo, Santoro  | Strýcová, Novák         | 6:3, 6:4            |                        |
|                 | Vereinigte Staaten | Russland   | 3:0      | Dameneinzel        | Lindsay Davenport       | Anastassija Myskina | 6:4, 6:4               |
| Herreneinzel    | Vereinigte Staaten | Russland   | 3:0      | James Blake        | Marat Safin             | 64:7, 7:64, 6:4     |                        |
| Mixed           | Vereinigte Staaten | Russland   | 3:0      | Davenport, Blake   | Myskina, Safin          | 7:5, 6:4            |                        |
| 10. Januar 2004 | Vereinigte Staaten | Slowakei   | 2:1      | Dameneinzel        | Lindsay Davenport       | Daniela Hantuchová  | 6:3, 6:1               |
| 10. Januar 2004 | Vereinigte Staaten | Slowakei   | 2:1      | Herreneinzel       | James Blake             | Karol Kučera        | 6:4, 4:6, 65:7         |
| 10. Januar 2004 | Vereinigte Staaten | Slowakei   | 2:1      | Mixed              | Davenport, Blake        | Hantuchová, Kučera  | 6:2, 6:3               |